# 12人の優しい殺し屋 side R
『12人の優しい殺し屋sideR』（じゅうににんのやさしいころしやサイドアール）とは声優の杉田智和がパーソナリティを務めたラジオ番組である。

## 概要
『12人の優しい殺し屋CROSS BORDER』（月刊「アニメージュ」連載小説）の主人公・フリージャーナリストの仙道夏騎役の杉田智和が、登場するキャラクターの声優をゲストに招くラジオ番組。それぞれのキャラクターに関する設定をリスナーから募集する。

## ゲスト
1期
- ＃2,3 神谷浩史
- ＃4,5 羽多野渉
- ＃6,7 伊藤健太郎
- ＃8,9 福山潤
- ＃10,11 小野大輔
- ＃12,13 柿原徹也
- ＃14,15 諏訪部順一
- ＃16,17 佐藤雄大
- ＃18,19 松原大典
- ＃20,21 諏訪部順一
- ＃22,23 宮野真守

2期 超!A&G+枠
- ＃1 藤原啓治
- ＃2 伊藤健太郎
- ＃3 福山潤
- ＃5 松原大典
- ＃7 佐藤雄大
- ＃9 岡本信彦
- ＃10 楠大典
- ＃12 鈴村健一
- ＃13 神谷浩史

## エピソード
- 神谷浩史が「持っているCDにその曲を歌った人からサインをもらう」という話を羽多野渉に杉田がしたところ、「水樹奈々のサイン」を羨ましがったことを皮切りに作品に全く関係していない水樹の話題がよく上がる。しかし、登場人物が全員男性である当作品に出る予定のないことから当然のことながらラジオ出演予定も一切ない。
- また、上記のことからか羽多野がゲスト出演した回以降、他のゲストを交えて杉田がやたらとその場にいない羽多野のことを話題に出して弄っている（福山潤と小野大輔からもひどい言われようであった）。
- 上記2名以外にも本作にサブキャラクターとして出演している中村悠一の話題を頻繁に持ち出しており、ゲストが居ない回にて羽多野と中村に対し「ネタに出し過ぎてごめんなさい」と苦笑交じりに謝罪した事もあった。
- スポンサー等の関係からか杉田を含む出演者の半分がアニメ『ドラゴノーツ -ザ・レゾナンス-』に出ており、番組内でのPRを含めその話題もよく出てくる。
- 杉田と佐藤雄大は初顔合わせであった。
- 2008年4月から2008年9月まで毎週日曜日23:30 - 24:00に放送された。
- 2008年9月28日の放送を以って地上波からは撤退し、2008年10月10日から2009年3月27日まで超!A&G+にて隔週金曜日23:00 - 23:30に放送された。

## 番組BGM
- 1期オープニングテーマ『Prism』
  - 曲：Jazzin' park
- 1期エンディングテーマ『Dream Bird』
  - 曲：Jazzin' park

## インターネット配信
音泉
インターネットラジオ配信サイト・音泉にて、放送日より1週遅れの火曜日に配信された。
KONAMI STATION
2008年10月28日から2009年3月31日まで、KONAMI STATIONにて隔週火曜日に配信された。